# Coup d'État de 1954 au Paraguay
 (février 2021).
Le coup d'État de 1954 au Paraguay est un coup d'État survenu en mai 1954 au Paraguay. Il fut dirigé par Alfredo Stroessner, avec le soutien d'Epifanio Méndez Fleitas, et aboutit au renversement du gouvernement de Federico Chaves. Le coup d'État était l'aboutissement d'une série complexe de rivalités politiques au sein du parti Colorado au pouvoir. Environ 25 personnes ont été tuées pendant le putsch, qui a contribué à préparer le terrain pour l'élection de Stroessner à la présidence du Paraguay plus tard cette année-là.

## Contexte
Dans les années 1950, la stabilité sociale et politique au Paraguay avait été gravement érodée en raison de plus de deux décennies de crises, notamment à cause de la guerre civile paraguayenne, la guerre du Chaco et les sympathies du parti pro-nazi de l'ancien président Higinio Morínigo. Le président Federico Chaves, qui avait déclaré l'état de siège et lancé une répression contre ses opposants politiques peu de temps après son entrée en fonction, a fait face à une situation économique incertaine au Paraguay et s'est tourné vers le président de la Banque centrale, Epifanio Méndez Fleitas, pour mener une reprise économique nationale. Les tentatives de Méndez pour convaincre Chaves de rechercher le soutien du gouvernement argentin de Juan Perón se sont avérées impopulaires auprès des éléments conservateurs du parti Colorado et Méndez a subi des pressions pour démissionner en janvier 1954. Malgré son départ, Méndez a continué à bénéficier du soutien de certaines factions du parti, ainsi que le major de l'armée Virgilio Candia, adjoint au commandant de cavalerie, le colonel Néstor Ferreira. Ferreira était lui-même un fervent partisan du président Chaves. Au-delà de cette rivalité entre les partisans de Chaves et les partisans de Méndez (surnommés "épifanistes"), une rivalité secondaire avait commencé à se développer entre le gouvernement et l'armée en raison de la décision de Chaves d'équiper la police nationale d'armes lourdes, ce qui a été accueilli avec chagrin par le général commandant de l'armée Alfredo Stroessner.

## Coup d'État
Le 3 mai 1954, Ferreira a ordonné l'arrestation de Candia en raison de soupçons de son complot contre Chaves. Cela a été l'occasion pour Stroessner de proposer une alliance entre l'armée et les épifanistes contre le gouvernement.
Le coup d'État a débuté vers 20 h 0 le 4 mai 1954, avec une attaque contre le quartier général de la police à Asuncion par des commandos du bataillon d'élite 40 de l'armée paraguayenne dirigé par Mario Ortega. Au cours de l'assaut, le jeune chef de police Roberto Pettit a été abattu et, bien qu'il ait été rapidement évacué par les forces de l'armée attaquantes vers un hôpital, il est mort de ses blessures. Le président Chaves a d'abord cherché refuge à l'intérieur du Collège militaire Francisco López (en) et a offert de promouvoir son directeur, Marcial Samaniego (en), à la tête de l'armée paraguayenne. Samaniego, cependant, était un vieil ami de Stroessner et a répondu à l'offre en arrêtant immédiatement Chaves.
Au cours d'une session d'urgence de la direction du parti Colorado convoquée le 5 mai, Chaves a été prié de démissionner officiellement de la présidence. La démission de Chaves a conduit le président du Parti Colorado, Tomás Romero Pereira, à devenir président par intérim.

## Conséquences
Le Parti Colorado a nommé Stroessner comme leur candidat à la présidence lors d'une élection le 11 juillet (en), qu'il a remportée.
Le parti considérait la présidence de Stroessner comme une solution temporaire à ses querelles internes et à son indécision et prévoyait de le remplacer à terme. Stroessner n'avait aucune base de soutien au sein du parti, qui était divisé entre les partisans de Chaves et ceux de Méndez. Au cours des trois années suivantes, dans le cadre d'un effort pour consolider sa position, Stroessner a travaillé à l'écart des chefs des deux factions du parti. Alors que Méndez a été brièvement réinstallé en tant que président de la Banque centrale par Stroessner, il a été de nouveau forcé de démissionner peu après. En 1955, il tenta de rallier ses partisans au sein de l'armée pour renverser Stroessner, mais le complot échoua et il subit des pressions pour quitter le pays. Virgilio Candia a été promu au poste de son ancien patron, Néstor Ferreira, en tant que commandant de la cavalerie, mais a également été licencié avec d'autres officiers épifanistes. Le président déchu, Chaves, a été entre-temps envoyé en France comme ambassadeur du Paraguay.
Le lieutenant-colonel Mario Ortega, commandant du bataillon 40, a été nommé nouveau chef de la police, le premier d'une longue lignée de militaires à diriger les forces de l'ordre paraguayennes. Nestor Ferreira a été brièvement emprisonné, mais a plus tard été libéré et a reçu le commandement du corps des officiers de réserve, un poste qu'il a occupé jusqu'à sa retraite. L'ancien président par intérim, Tomás Romero Pereira, a servi en tant que ministre du cabinet sous Stroessner, qui a dirigé le Paraguay pendant 34 ans.